# Franchise

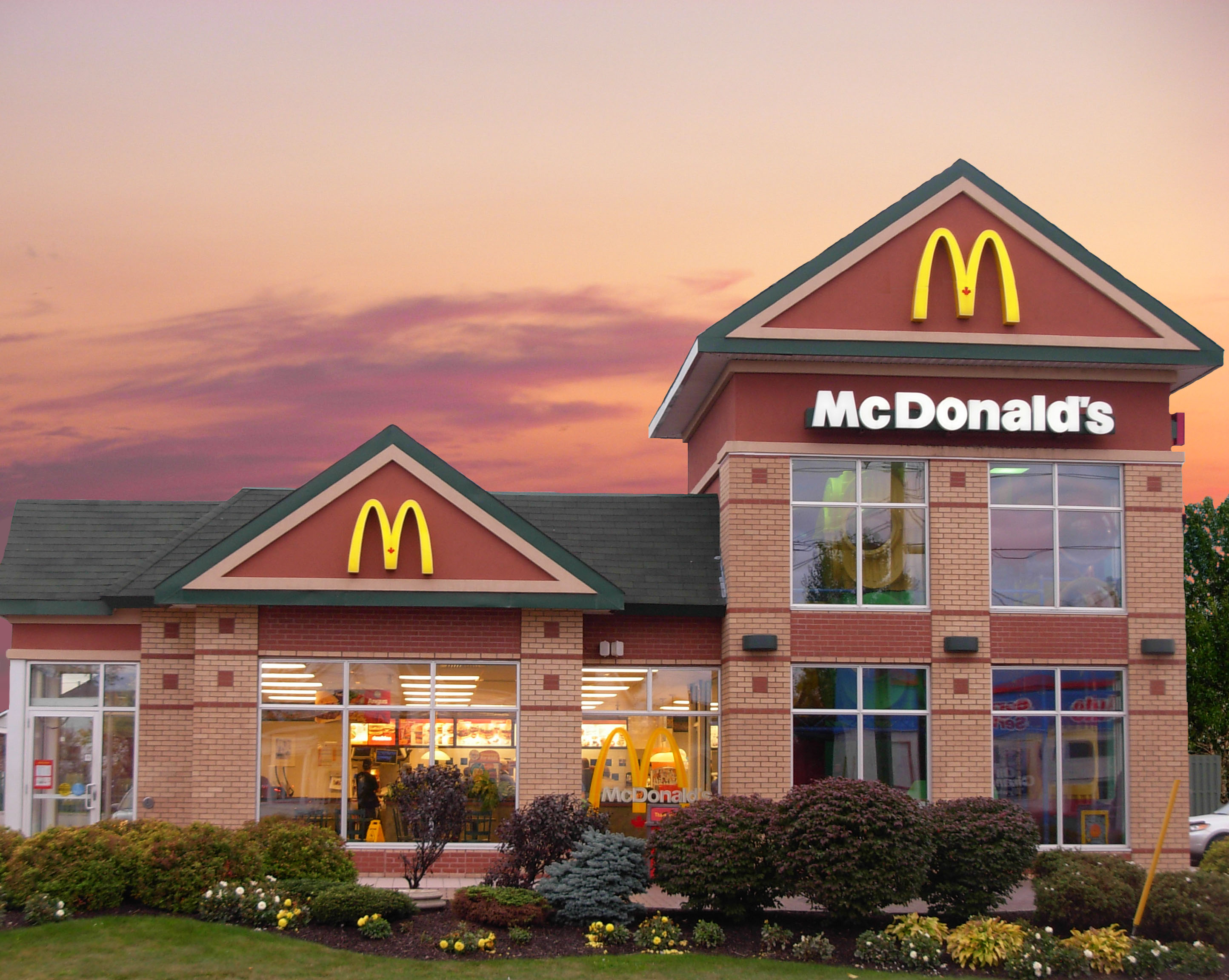
Egy McDonald's étterem Kanadában (feltehetően franchise-rendszerben működik)

A franchise több jelentésű szó. Leggyakrabban a franchise-szerződést takarja, de vannak egyéb fontos jelentései is.

## A szó eredete
A franchise  szó eredete a középkori francia nyelv ma is használatos szabad, szabadít szavaira vezethető vissza: a franc a szabad hímnemű, a  franche nőnemű alakja; az igei alak, a franchir  szabadít, ami az akkori jelentésében ma már nem használatos. A franchise régi jelentése szerint magát a szabadságot, a feudalizmus idején a szabadságjogot, a privilégiumot jelentette. Az angol nyelv a középkorban vette át a francia szóhasználatot azonos tartalommal. (Shakespeare Macbeth című tragédiájában, amit 1606-ban írt, már szerepel.) A franchise szó a modern francia vállalkozói nyelvben azonos jelentéstartalmú az angollal. 

## A szó mai jelentéstartalma
A franchise szó jelentéstartalma az idők folyamán az alkalmazási terület függvényében bővült. Gyakori szakterületi alkalmazások:
- egy szerződésfajta (franchise-szerződés)
- szervezetfejlesztés, ahol egy lehetséges hálózatfejlesztési, vállalkozási forma (a franchise-szerződéssel összefüggésben)
- egy eredeti ötlet, kreatív munka eredményének származékos használata filmek, televíziós programok, vagy videojátékok esetében media franchise(wd)
- sport, elsősorban Észak-Amerikában használatos, ahol egy hivatásos sport csapat, vagy az azt működtető szervezet, de jelenti azt a jogot is, hogy valaki egy ilyen csapat tagja franchise-tag(wd)
- politikában szavazati jog
- államigazgatásban (oktatásügyben is) hatósági engedély
- biztosítási ügyleteknél az önrész, vagy a kárminimum megjelölésére használják, amelynél kisebb kárért a biztosító nem vállal felelősséget, de amely felett a teljes összeget megtéríti.

## A franchise-szerződés
Magyarországon törvényi szabályozás hiányában nem volt általánosan használt magyar neve sem ennek a szerződésfajtának, sem a feleknek. (Az addigi kísérletek, a joglás vagy névjoglás szavak nem terjedtek el széles körben.) A jogbérleti (franchise) szerződés fogalmát a franchise-szerződésre a 2014. március 15-én hatályba lépett Polgári Törvénykönyv vezette be, amely ezt a szerződésfajtát jogbérleti szerződésnek nevezi. A szerződő felek elnevezése:  a jogbérletbe adó és a jogbérletbe vevő.